# Svindjur
Svindjur (Suidae) är en familj i ordningen partåiga hovdjur som innefattar fem släkten. Svindjuren har troligen en förhistoria i träskliknande områden, där de olika formerna förde en halvamfibisk tillvaro. De har till skillnad från idisslare en enkel magsäck, är allätare, och lever oftast i familjegrupper.
Vildsvin domesticerades i Asien och Europa och utvecklades till tamsvin, "gris".
Honan kallas sugga eller so, hanen kallas galt.

## Kännetecken
Svindjur är medelstora däggdjur som i formen liknar en tunna. Huden är tunn och fast med korta hår. Pälsens färg varierar från rödbrun över grå till svart. Kroppslängden ligger mellan 50 och 190 centimeter och sedan tillkommer en 3 till 45 centimeter lång svans. Vikten ligger mellan 6 kg som hos dvärgsvin och 350 kg hos de största arterna.

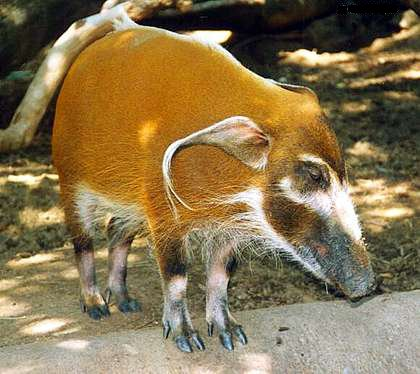
Penselsvinet har påfallande kroppsfärg.

Huvudet kännetecknas av formen som liknar en kon, på grund av de förlängda hörntänderna och av det snabelformiga trynet. Trynet slutar i en naken skiva med näshålorna. Trynet är förstärkt genom ben- och broskvävnad. Ögonen är små och sitter högt upp på huvudet. Öronen slutar i en spets och har oftast en hårtofs.
Förlängda hörntänder finns hos bägge kön men hos hanarna är de tydligare utpräglade. Alla hörntänder saknar rot och växer hela tiden. De växer i en båge och hålls vassa genom att skrapas mot varandra. De största hörntänderna finns hos hjortsvin, med hörntänder som växer genom trynet, och hos vårtsvin med upp till 60 cm långa hörntänder. De övre framtänderna är små eller saknas. De undre framtänderna är långa och står nästan vågrätt. Svindjurens tandformel är I 1-3/3 C 1/1 P 2-4/2-4 M 3/3, de har alltså 34 till 44 tänder. Huvudet är anpassat för att gräva i marken och några arter har dessutom vårtiga knölar i ansiktet. Mellan hörntänderna och kindtänderna förekommer en klaff och de främre kindtänder (premolarer) är ofta små, särskild hos gräsätande arter.
Svindjur har vid varje fot fyra tår. Den första tån saknas alltid. Den tredje och den fjärde tån är förstorade och bär klövar för att bära hela djurets vikt. Den andra och den femte tån ligger högt uppe på foten och når sällan marken men de har likaså klövar.
Svindjurens magsäck har en enkel konstruktion. Extra avdelningar för jäsning av födan, som är kännetecknande för idisslare, saknas.

## Utbredning och habitat
Svindjurens förekommer i Eurasien och i Afrika. De flesta arterna finns i Sydostasien. Det rätta antalet av arterna på Filippinerna och Indonesien är inte helt klarlagt. Svindjur föredrar skogar och savanner med några träd. Alltför torra områden undviker de huvudsakligen.
Tamsvinet har införts som husdjur över nästan hela världen. Förvildade populationer förekommer numera i Nord- och Sydamerika, i Australien, i Nya Zeeland, på Nya Guinea och på flera mindre öar. Busksvinet introducerades på Madagaskar och Komorerna.

## Levnadssätt
Svindjur är huvudsakligen aktiva på natten, särskilt där de lever i människans närhet. Som viloplatser använder de tät vegetation, självgrävda jordgrottor, naturliga grottor eller bon som tidigare har lämnats av andra djur. De vistas ofta i närheten av vattendrag och många arter badar i slam för att rensa huden och för borttagning av parasiter. 
Svindjur har bra förmåga att springa och simma. När de känner sig hotade försvarar sig svindjur med sina hörntänder.
Svindjur lever oftast i grupper som vanligtvis består av flera honor med deras ungar, medan de vuxna hanarna lever ensamma eller i små ungkarlsflockar. De har allmänt inget särskilt revir.

## Föda
Svindjur är i stort sett allätare. De livnär sig av växtdelar som rötter, rotfrukter, frukter och blad men även av animalisk föda som insekter, maskar, mindre ryggradsdjur och as. Flera arter gräver med trynet i marken för att komma åt födan.

## Fortplantning

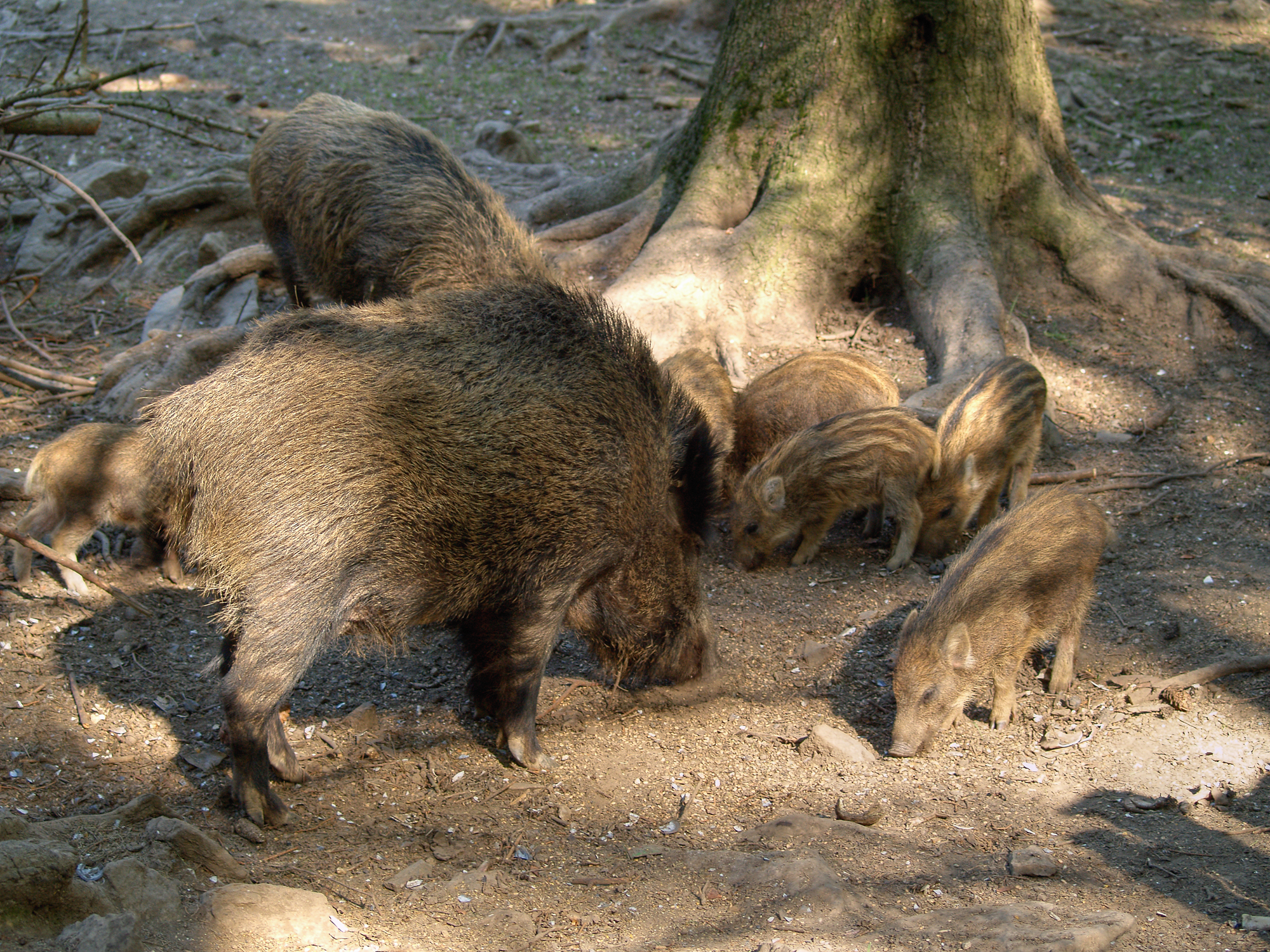
Grupp av vildsvin

Hos flera arter förekommer strider mellan hanar för rätten att para sig. Under striden slår de huvudena mot varandra eller använder sina hörntänder. Efter dräktigheten som varar mellan tre och fem månader föder honan ett till åtta ungdjur. Hos de flesta arterna (undantag hjortsvin och tamsvin) har ungarna en kännetecknande pälsmönstring med remsor, som utgör ungdjurets kamouflage. Ungdjuren kan gå kort efter födelsen och redan efter några få veckor slutar honan att ge di.

## Svindjur och människor
Flera arter jagas huvudsakligen för deras kött och tidigt i historien domesticerades vildsvinet för samma syfte. Denna utveckling skedde möjligtvis för 8 500 år sen och så tillhör tamsvinet de tidigaste husdjuren. Dessutom hölls några andra svindjur som busksvin och hjortsvin inhägnade eller i halvvilt tillstånd.
Flera arter har blivit sällsynta på grund av jakt och förstörelse av deras levnadsområde. De mest hotade arterna är dvärgsvin och Sus cebifrons som av IUCN listas som starkt hotade (critically endangered). Av några arter som lever på Filippinerna och Indonesien har hittills bara skallar hittats och därför är arternas hotstatus okänd.

## Systematik

### Yttre systematik
I den klassiska systematiken bildar svindjur tillsammans med navelsvin och flodhästar underordningen Suina i ordningen partåiga hovdjur. Från fylogenetisk synvinkel skulle även valarna räknas till djurgruppen på grund av att de utvecklades ur förfäder som liknade flodhästar. Denna indelning syns i följande kladogram.
```
Cetartiodactyla (partåiga hovdjur och valar)
 |--
kameldjur
 (Tylopoda)
 |--N.N.
     |--Suoidea (
svindjur
 och 
navelsvin
)
     |--N.N.
         |--
idisslare
 (Ruminantia)
         |--Cetancodonta
              |--
flodhästar
 (Hippopotamidae)
              |--
valar
 (Cetacea)
```

### Inre systematik
Familjen består av fem släkten med nästan 20 arter.
- Svin (Sus) med cirka 10 arter, däribland vildsvin (med underart tamsvin), dvärgsvin (Sus salvanius), skäggsvin (Sus barbatus), visayavårtsvin (Sus cebifrons) och javanskt pustelsvin (Sus verrucosus).
- Hjortsvin (Babyrousa), med tre nu levande arter.
- Penselsvin och busksvin (Potamochoerus), två arter
- Vårtsvin (Phacochoerus), med två arter
- Skogssvin (Hylochoerus), en nu levande art

Ibland skiljs mellan tre underfamiljer, Suinae, Phacochoerinae och Babyrousinae. Däremot liknar de ingående arterna varandra och indelningen kan inte bekräftas med hjälp av utdöda familjemedlemmar.
Dvärgsvinet listas sedan 2007 i det egna släktet Porcula.